# Opisthotropis daovantieni
Opisthotropis daovantieni är en ormart som beskrevs av Orlov, Darevsky och Murphy 1998. Opisthotropis daovantieni ingår i släktet Opisthotropis och familjen snokar. Inga underarter finns listade i Catalogue of Life.
Denna orm förekommer i den Annamitiska bergskedjan i centrala Vietnam. Arten lever i regioner som ligger mellan 750 och 1100 meter över havet. Individerna vistas i skogar och de hittas ofta nära vattendrag. Honor lägger ägg.
Beståndet hotas av skogarnas omvandling till jordbruksmark och av svedjebruk. IUCN kategoriserar arten globalt som nära hotad.